# María Rosa Calvo-Manzano
María Rosa Calvo-Manzano (Madrid, 16 de febrero de 1946) es una compositora y musicóloga española, profesora de arpa en el Real Conservatorio Superior de Música de Madrid. Fue una de los miembros fundadores de la Orquesta Sinfónica de RTVEy creó la Moderna Escuela Española de Arpa.

## Biografía
Calvo-Manzano, nacida en Madrid, inició su formación musical a la temprana edad de cuatro años. A los seis años, ingresó en el Real Conservatorio Superior de Música de su ciudad natal, donde se dedicó al estudio del arpa, piano y ballet. Tras una fulgurante carrera como solista, en la que cosechó numerosos premios y distinciones, con actuaciones en ciudades como Siena y París, se convirtió en miembro fundador de la Orquesta Sinfónica de RTVE.
Con tal solo 18 años, alcanzó un hito histórico al obtener la Cátedra de Arpa en el Real Conservatorio Superior de Música de Madrid. Este logro la convirtió en la catedrática más joven de la historia musical española, consolidando su posición en el panorama musical del país. Su labor profesional abarca tres áreas fundamentales: la interpretación, la docencia y la investigación.

## Educación
Calvo-Manzano obtuvo la Licenciatura en el Real Conservatorio Superior de Música de Madrid, siendo galardonada con el Título Extraordinario de Licenciatura en Conservatorio. Tiene una Maestría en Filosofía y Artes Humanas, un Doctorado en Arquitectura por el Departamento de Ideación Gráfica Arquitectónica de la Universidad Politécnica de Madrid y un segundo Doctorado en Historia por el Departamento de Historia y Pensamiento de la Universidad CEU San Pablo de Madrid.

## Trayectoria profesional

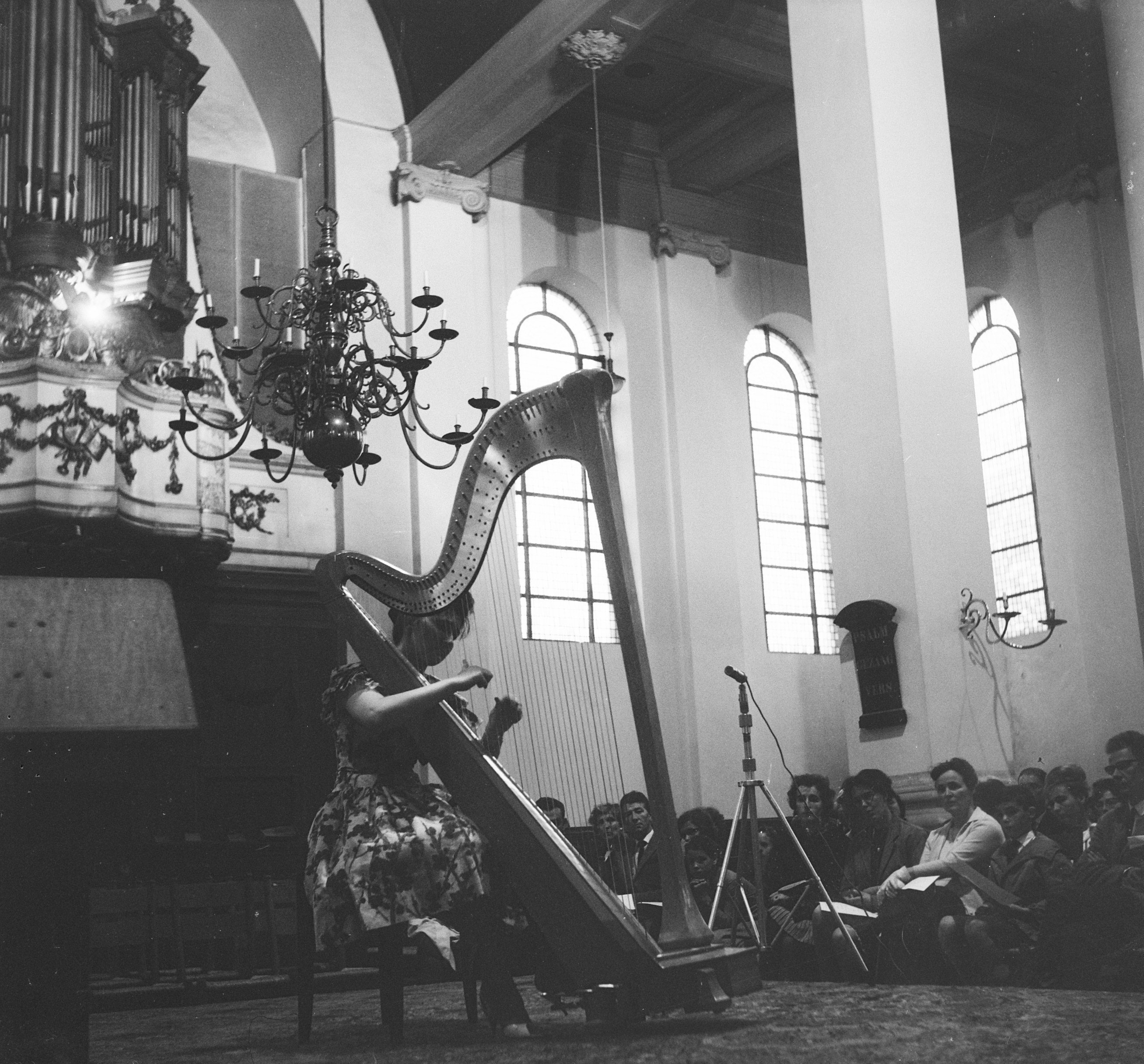
María Rosa Calvo-Manzano en 1963 (Nieuwe Kerk en Haarlem, Países Bajos)

En 1976, Calvo-Manzano debutó en el Carnegie Hall de Nueva York, donde su actuación fue elogiada por la crítica especializada. El diario The New York Times la definió como "una arpista excepcional que con su sonido y su técnica estaba llamada a revolucionar la interpretación del arpa contemporánea". Tal fue el impacto de su debut que la ciudad de Nueva York la nombró Mejor Artista Joven Extranjera del Año.
La labor investigadora de Calvo-Manzano se ha plasmado en la elaboración de numerosos ensayos sobre pedagogía, historiografía y musicología. Su principal línea de trabajo se ha centrado en el estudio crítico de las obras españolas, especialmente aquellas compuestas para arpa. En este contexto, ha realizado una importante labor de investigación sobre manuscritos, aportando valiosas contribuciones paleográficas.
Los resultados de sus investigaciones han sido publicados en forma de libros por la editorial ARLU, perteneciente a la Asociación Arpista Ludovico. Además, ha dado a conocer sus trabajos en revistas especializadas y ha colaborado en la edición de diccionarios musicales y libros de referencia sobre historia de la música.
A la labor docente e investigadora de Calvo-Manzano hay que sumar su producción discográfica, cuya característica es la recuperación y difusión de la música española, utilizando principalmente un estilo interpretativo conocido como "ludoviquiano". Este estilo busca emular la técnica y el sonido del arpa en el Renacimiento, época en la que Ludovico, legendario arpista y músico de cámara de los Reyes Católicos, alcanzó gran renombre. Además, Calvo-Manzano no solo ha interpretado y grabado esta música, sino que también ha realizado ediciones críticas de obras de compositores españoles presentes en su repertorio, contribuyendo así a la recuperación y estudio de la música española para arpa.
Calvo-Manzano ha desarrollado una técnica didáctica innovadora, conocida como Técnica ARLU, que ha tenido un impacto significativo en la enseñanza del arpa en España y en el extranjero. La Técnica ARLU se utiliza en cursos de la Universidad Complutense de Madrid y del Real Conservatorio Superior de Música de Madrid. Esta técnica se basa en una comprensión profunda del instrumento, que va más allá de lo puramente musical. El método consiste en entender el instrumento en términos más que simplemente musicales. Muchos profesores de escuelas y conservatorios de música en España son antiguos alumnos de Calvo-Manzano, y sus alumnos extranjeros han contribuido a la difusión de sus teorías artísticas y didácticas.
Su labor docente, como fundadora de la Moderna Escuela Española del Arpa, ha sido fundamental en la formación de numerosas generaciones de arpistas, tanto españoles como internacionales. Numerosos estudiantes extranjeros han realizado su doctorado bajo su dirección. 

## Contribuciones
En 1988 fundó la Asociación Arpista Ludovico con dos objetivos fundamentales: salvaguardar el patrimonio del arpa española y rendir homenaje a la figura del arpista Ludovico. La creación de esta asociación supuso un hito en la historia del arpa española, al reunir a profesionales e intérpretes en torno a un proyecto común de preservación y difusión.
Posteriormente, en 1993, la Asociación Arpista Ludovico creó el Concurso Internacional "Arpista Ludovico". Este certamen, que se celebra cada tres años en el Real Sitio de San Lorenzo de El Escorial, tiene como objetivo incentivar a jóvenes arpistas talentosos de todo el mundo, brindándoles la oportunidad de mostrar su talento y recibir el reconocimiento de la comunidad internacional.
En el año 2000, Calvo-Manzano donó a la fundación su colección privada de patrimonio de arpas. Esta colección está compuesta por una serie de instrumentos de significativa relevancia histórica y una extensa biblioteca que alberga documentos especializados. El objetivo de esta contribución es ofrecer a futuras generaciones un sólido fundamento documental que abarca la organología instrumental y el patrimonio cultural, compuesto por más de 10.000 volúmenes que engloban disciplinas como el arte, la historia, la filosofía y la música.
En mayo de 2017, realizó la donación a la Biblioteca de Cultura del Ministerio de Educación y Cultura de un conjunto de publicaciones de gran relevancia para el estudio del arpa, incluyendo estudios críticos de obras, libros teórico-prácticos y cuadernos de partituras, así como grabaciones musicales de numerosas piezas interpretadas por ella misma.
También ha puesto en marcha el Grupo de Música de Cámara Española Ludovico Arpista, que lleva a cabo la tarea de editar obras de música de cámara española, muchas veces dedicadas a Calvo-Manzano, y publicadas y grabadas por la Asociación ARLU.
Calvo-Manzano representa a España ante la Sociedad Internacional de Arpistas y es cofundadora del Proyecto ARCE (Artistas Españoles de la Comunidad Europea).

## Reconocimientos
Calvo-Manzano es Catedrática Numeraria de Arpa del Real Conservatorio Superior de Música de Madrid y miembro de la Academia de Bellas Artes y Ciencias Históricas de España. Asimismo es Dama de Honor del Capítulo de Isabel la Católica y ha sido condecorada con el Lazo de Isabel la Católica, la Encomienda de Alfonso X el Sabio, y con la Medalla de Oro al Mérito en las Bellas Artes, entre otros premios y nombramientos, tanto nacionales como internacionales. En 2017, fue candidata al Premio Princesa de Asturias de las Artes.

## Publicaciones
- Tratado analítico de la técnica y estética del arpa - ISBN: 84-381-0116-X
- El arpa románica en el camino de Santiago y su entorno socio-cultural - ISBN: 84-923296-4-5
- Compendio numeroso de escalas y arpegios con teórica y práctica de los postulados de la moderna escuela española de arpa : segunda parte del tratado analítico de la técnica y estética del arpa - ISBN: 978-84-615-0605-7
- Concierto de arpa en la National Gallery de Washington Grabación sonora - 1 disco (CD-DA) (70,32 min) ; 12 cm + libreto ([8] p.)
- Dos métodos de arpa escritos por maestras españolas: desde la restauración al pórtico de las vanguardias - ISBN: 978-84-932691-8-0
- El arpa en el Renacimiento español Grabación sonora - 1 disco (CD-DA) ; 12 cm + libreto ([12] p.)
- El arpa en la Biblia - ISBN: 84-923296-5-3